# Schale aus Revnev-Jaspis

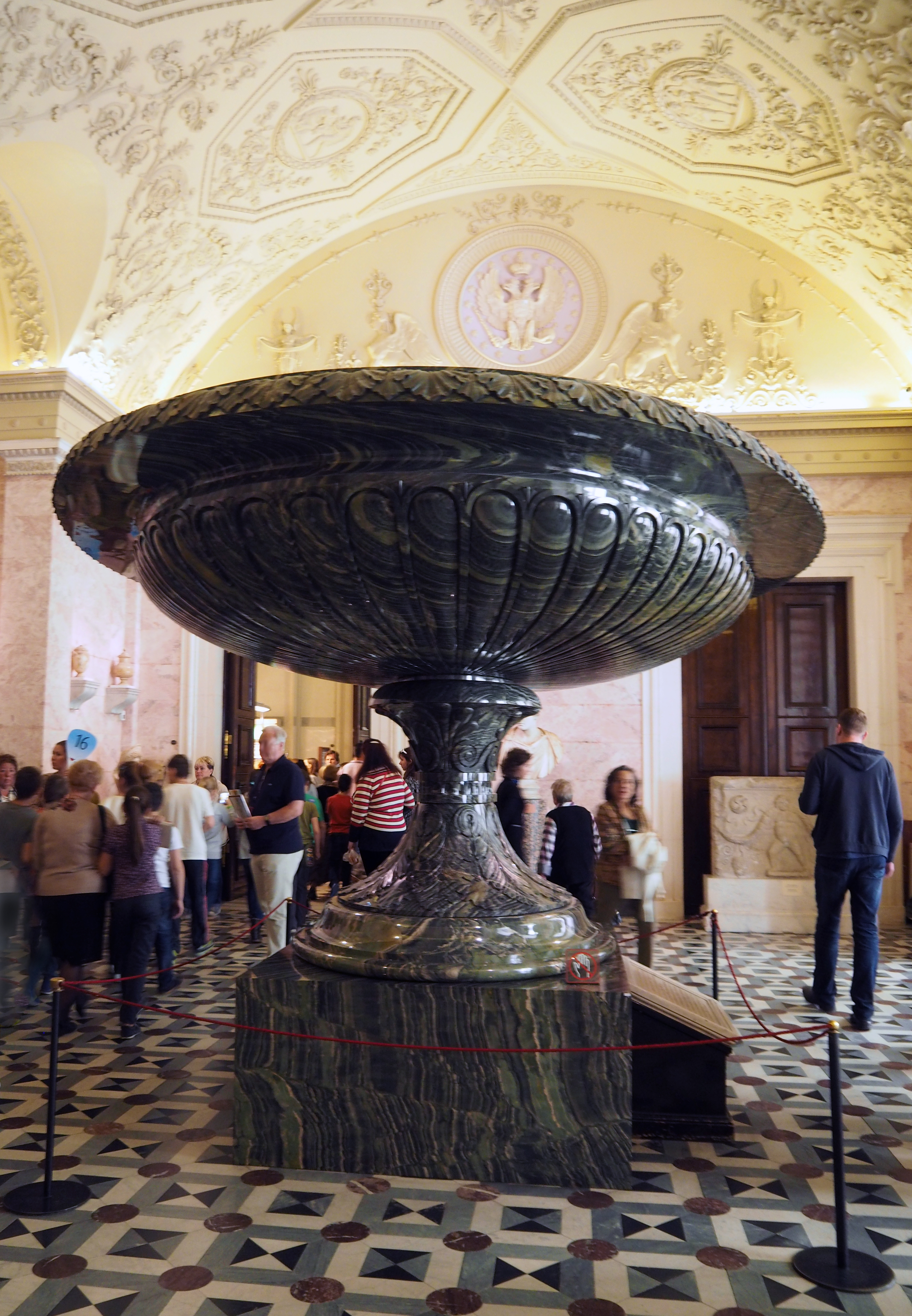
Schale in der Eremitage (5,04 × 3,22 Meter)

In der Eremitage in Sankt Petersburg befindet sich eine ovale Schale aus Revnev-Jaspis, die auch „Zarin der Schalen“ (Царица ваз, transkr. Zariza was), genannt wird. Die Schale ist Anfang des 19. Jahrhunderts aus dem weltgrößten Schmuckstein angefertigt worden. Sie war im russischen Zarenreich ein Nationalsymbol und die Bedeutung der Schale ist bis zum heutigen Tag anhaltend hoch, ihr stilisiertes Abbild befindet sich auch im Wappenschild der Region Altai.

## Bedeutung

Wappen der Altairegion mit der Zarin der Schalen

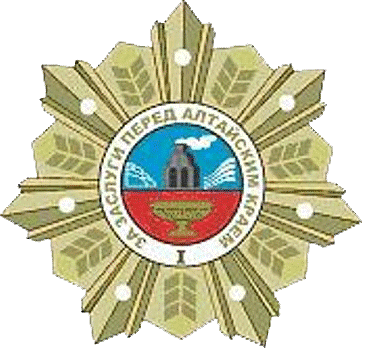
Die Schale im Verdienstorden der Region Altai

Polierte große Erzeugnisse aus Schmucksteinen und Hartgesteinen (etwa aus der Produktion der seit 1799 existierenden Steinschleiferei Kolywan) sind in Russland stark verbreitet. Die Revnev-Schale, die von 1820 bis 1843 hergestellt wurde, erfüllte für das zaristische Russland den Status eines Nationalsymbols. 
Die Ausstellungshalle, in deren Mitte sich die Schale befindet, ist Teil des Gebäudes der „Neuen Eremitage“. Der Ausstellungsort wurde 1851 nach einem Entwurf von Leo von Klenze gestaltet. Nach dem Plan von Klenze sollte die Halle Vestibül der Neuen Eremitage werden. Die Hallenwände bestehen aus Stuckmarmor und täuschen weißen Marmor vor. An und vor den Wänden sind marmorne Herrscherportraits aus dem späten 1. Jahrhundert bis zur Mitte des 2. Jahrhunderts aus der römischen Antike aufgestellt. Es handelt sich um eine der bedeutendsten Sammlungen römischer Portraitkunst.
Der exponierte Ausstellungsort und die Ausstattung stellen Bezüge zur Porphyrschale in Rom und zur Großen Granitschale im Lustgarten in Berlin her. Die Porphyrschale stand ursprünglich im Goldenen Haus von Nero (37–67 n. Chr.), bevor sie im Vatikan in der Sala Rotunda aufgestellt wurde. Diese Auswahl in Anlehnung an die Größe Roms, zur Reputation der römischen Kaiser und bei der Bedeutung des verwendeten Materials Porphyr als einem Gestein, das bedeutende Personen der Geschichte verwendeten, dürfte kein Zufall sein.
Die römische Porphyrschale hat die Herstellung der Granitschale in Berlin nachweislich ebenso inspiriert wie die der Revnev-Schale, und der ursprüngliche Ausstellungsort vor dem Eingang des Alten Museums in Berlin war ebenso exponiert wie der Ort in der Eremitage. Beide Aufstellungsorte der Schalen sind Museen von größter geschichtlicher Bedeutung und die Schalen waren für die jeweiligen Eingangshallen geplant. Preußens König begriff die Granitschale im Lustgarten als Nationalsymbol. Gleiches dürfte für die russischen Zaren gegolten haben, die sich insbesondere mit zahlreichen Geschenken von Schalen und Vasen aus Revnev-Jaspis und anderen wertvollen Gesteinen an befreundete Herrschaftshäuser hervortaten, die ihre Größe, Macht und Einfluss nicht nur im Inland, sondern auch im Ausland demonstrieren sollten.

## Größe
Die russische Schale hat eine Größe von 5,04 × 3,22 Metern und ruht auf einem etwa 2 Meter hohen Sockel. Der Umfang der Schale beträgt knapp 12,7 Meter. Das gesamte Kulturdenkmal ist 2,57 Meter hoch und wiegt etwa 16 Tonnen. Angefertigt wurde sie nach einem Entwurf des Architekten Awraam Melnikow.
Bemerkenswert an dieser Schale ist, dass sie aus dem weltgrößten Jaspisstück hergestellt wurde – einem Schmuckstein, aus dem sonst Schmuckgegenstände gefertigt werden. Es gibt keine größere Schale aus diesem Schmuckstein. 

## Aussehen, Herstellung und Aufstellung
Der Revnev-Jaspis (russisch Ревневская яшма/Revnevskaja jaschma) hat ein grün-grau gebändertes Dekor, das beim Polieren eine spiegelglatte Oberfläche ausbildet. Er wird seit dem 19. Jahrhundert am Fuße des Berges Rewnjucha abgebaut. Aus diesem Gestein wurde nicht nur die Revnev-Schale ausgeschliffen und poliert, sondern weitere wertvolle Objekte hergestellt, die heute in russischen und ausländischen Museen, wie beispielsweise ein Geschenk des Zaren Alexander I. (1801–1825), das heute im Louvre steht.
Es ist im Detail nicht bekannt, wie diese Schale hergestellt wurde. Da Jaspis relativ hart und spröde ist, muss angenommen werden, dass es einen hohen Verschleiß der Schleifmittel und der Steinmetzwerkzeuge gab bzw. diese Werkzeuge speziell gehärtet wurden. Wegen der ovalen Form konnten keine drehenden Werkzeugmaschinen zum Schleifen und Polieren eingesetzt werden. Demzufolge ist anzunehmen, dass die Schale ausschließlich in Handarbeit hergestellt wurde. Darauf deutet auch die lange Herstellungszeit hin.
Zum Aufstellungsort wurde die Revnev-Schale auf einer Holzkonstruktion von 120 bis 160 Pferden zum Teil über Land geschleppt, zum Teil auf dem Wasserweg bis nach Sankt Petersburg transportiert. Die „Zarin der Schalen“ wurde vor dem Bau der Außenmauern im Zentrum der Ausstellungshalle aufgestellt. Das Aufstellen der Schale in der Eremitage erforderte die Mitwirkung von 720 Personen.